# Fiber Distributed Data Interface 2
Fiber Distributed Data Interface 2 (FDDI-2) ist eine Fortentwicklung von FDDI und eignet sich auch zur Übertragung isochroner Datenströme (vgl. asynchrone Start-Stop-Übertragung).

## Warum FDDI-2
Beim synchronen Modus von FDDI entstehen Wartezeiten für die Reservierung der Bandbreite, wobei die Bandbreite nur in Zusammenhang mit einer maximalen Verzögerung garantiert werden kann. Diese Verzögerung kann mit
```

  

    

      

        

          

            
V

            
e

            
r

            
z

            
o

            
e

            
g

            
e

            
r

            
u

            
n

            
g

          

        

        

        
≤

        

        
2

        
⋅

        

          

            
T

            
T

            
R

            
T

          

        

        

          
 (Target Token Rotation Time)

        

      

    

    
{\displaystyle {\mathit {Verzoegerung}}\,\leq \,2\cdot {\mathit {TTRT}}{\text{ (Target Token Rotation Time)}}}

  

```

abgeschätzt werden, wobei die Reihenfolge, in der die Daten gesendet werden auch von der Reihenfolge der empfangenen Daten abweichen kann (Puffer nötig). Die Verzögerung beläuft sich also auf maximal 100 ms, was für einen möglichen Dialog eine denkbar schlechte Voraussetzung darstellt.

## Entwicklung
1984 begann man mit der Entwicklung von FDDI-2 mit dem Ziel als Zusatz für FDDI eine garantierte Bandbreite mit isochronen Datenströmen zu ermöglichen. Dafür definierte man 16 Wide Band Channels (WBC) mit je 6,144 Mbit/s.
WBC (Wide Band Channels)
- Die 16 Kanäle können einzeln oder kombiniert genutzt werden und zwischen mindestens zwei Stationen für Duplex-Verbindungen genutzt werden.
- Die WBCs können isochron (FDDI-2) oder auch z. B. synchron (FDDI) verwendet werden.
- Werden die WBCs isochron (FDDI-2) genutzt, so kann die Datenübertragungsrate zu Vielfachen von 8 kbit/s als virtuelle Verbindung aufgeteilt werden (Kanäle mit 16, 64, 128, 1536 oder 2048 kbit/s).
- Die konkrete Bandbreite wird über das Stationsmanagement (SMT – siehe FDDI) angefordert.
- Die maximale Anzahl von WBCs für den isochronen Verkehr wird zum Zeitpunkt der Initialisierung festgelegt.

1994 wurde FDDI-2 vom American National Standards Institute (ANSI) standardisiert und garantiert einen zuverlässigen Transport in Echtzeit (auch bei vollem Videosignal und 24 Frames pro Sekunde). FDDI-2 ist also besonders für die Übertragung kontinuierlicher Daten geeignet. Das große Problem, dass sich FDDI-Systeme nicht an das FDDI-2-LAN anschließen lassen, hat nicht unwesentlich dazu beigetragen, dass FDDI-2 später von B-ISDN und ATM verdrängt wurde.